# Mob City
Mob City è una serie televisiva statunitense, creata da Frank Darabont per il network TNT. La serie è basata sul libro L.A. Noir: The Struggle for the Soul of America's Most Seductive City di John Buntin.
Viene trasmessa su TNT dal 4 dicembre 2013. Il 10 febbraio 2014 il network TNT ufficializza la cancellazione della serie.

## Episodi
Divisa in sei episodi, la serie venne trasmessa con due episodi settimanali, per un totale di tre appuntamenti. I primi due episodi vennero seguiti da 2.300.000 telespettatori, mentre gli altri  quattro, furono visti da 1.400.000 telespettatori circa, cifre non esaltanti se si pensa alla massiccia campagna pubblicitaria effettuata in precedenza da parte della TNT. Tutto ciò ne decretò di fatto la prematura cancellazione.
| Stagione       | Episodi | Prima TV originale | Prima TV Italia |
| -------------- | ------- | ------------------ | --------------- |
| Prima stagione | 6       | 2013               | inedita         |

## Personaggi e interpreti
- Joe Teague, interpretato da Jon Bernthal.
Ex marine divenuto poliziotto alle prese con la corruzione del dipartimento di polizia e nel conflitto tra Parker e Cohen.
- Ned Stax, interpretato da Milo Ventimiglia.
Avvocato che lavora per Cohen, ex commilitone di Teague durante la guerra.
- William Parker, interpretato da Neal McDonough.
Capo della polizia di Los Angeles deciso a smantellare l'impero criminale di  Cohen.
- Jasmine Fontaine, interpretata da Alexa Davalos.
Bellissima donna dal passato tormentato.
- Hal Morrison, interpretato da Jeffrey DeMunn.
Detective a capo della nuova squadra antimafia della polizia di Los Angeles.
- Sid Rothmen, interpretato da Robert Knepper.
Mafioso che lavora a stretto contatto con Cohen.
- Mickey Cohen, interpretato da Jeremy Luke.
Il gangster più pericoloso di Los Angeles.
- Fletcher Bowron, interpretato da Gregory Itzin.
Sindaco di Los Angeles.
- Bugsy Siegel, interpretato da Edward Burns.
Uno dei mafiosi più malfamati di Los Angeles.

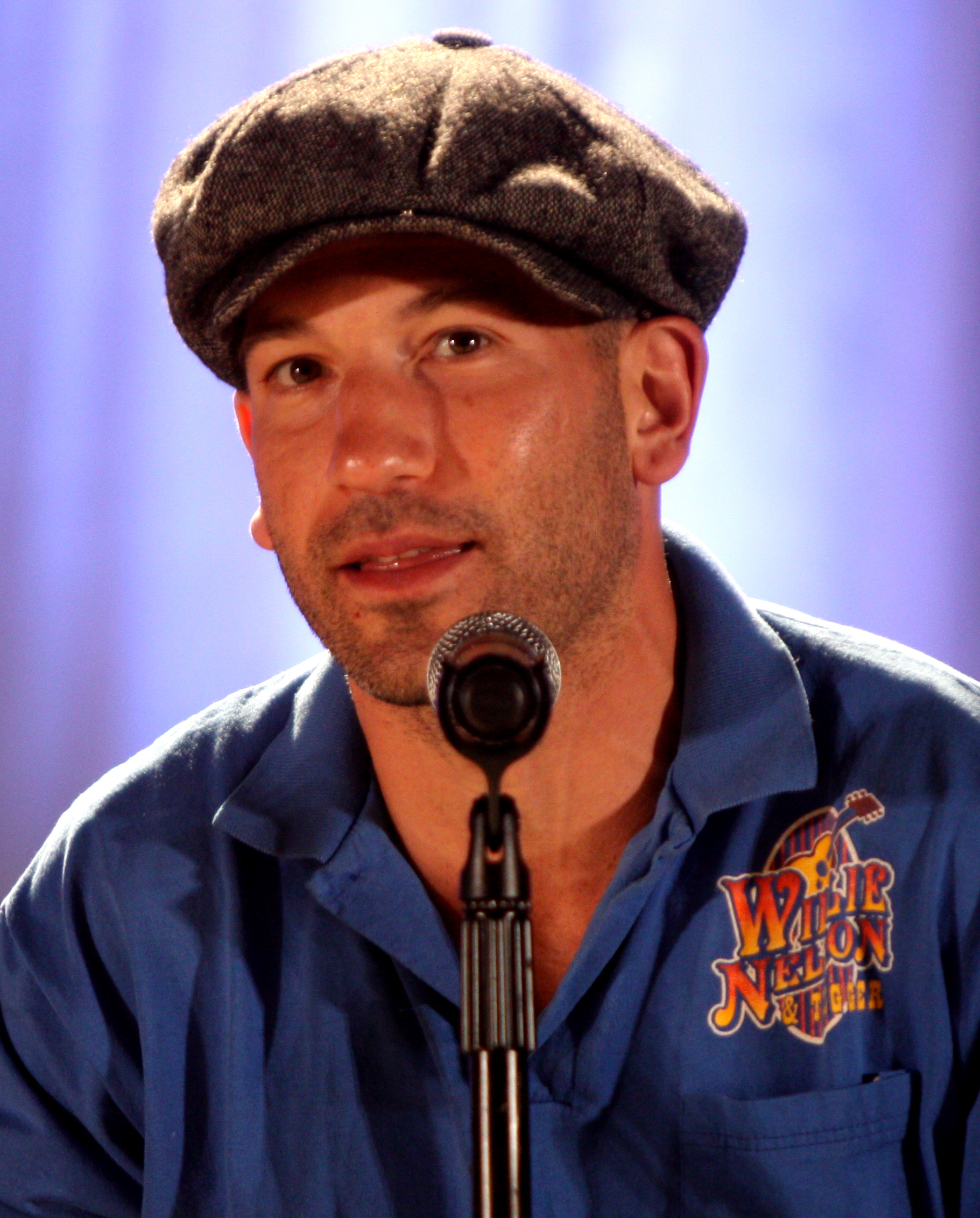
Jon Bernthal interpreta Joe Teague
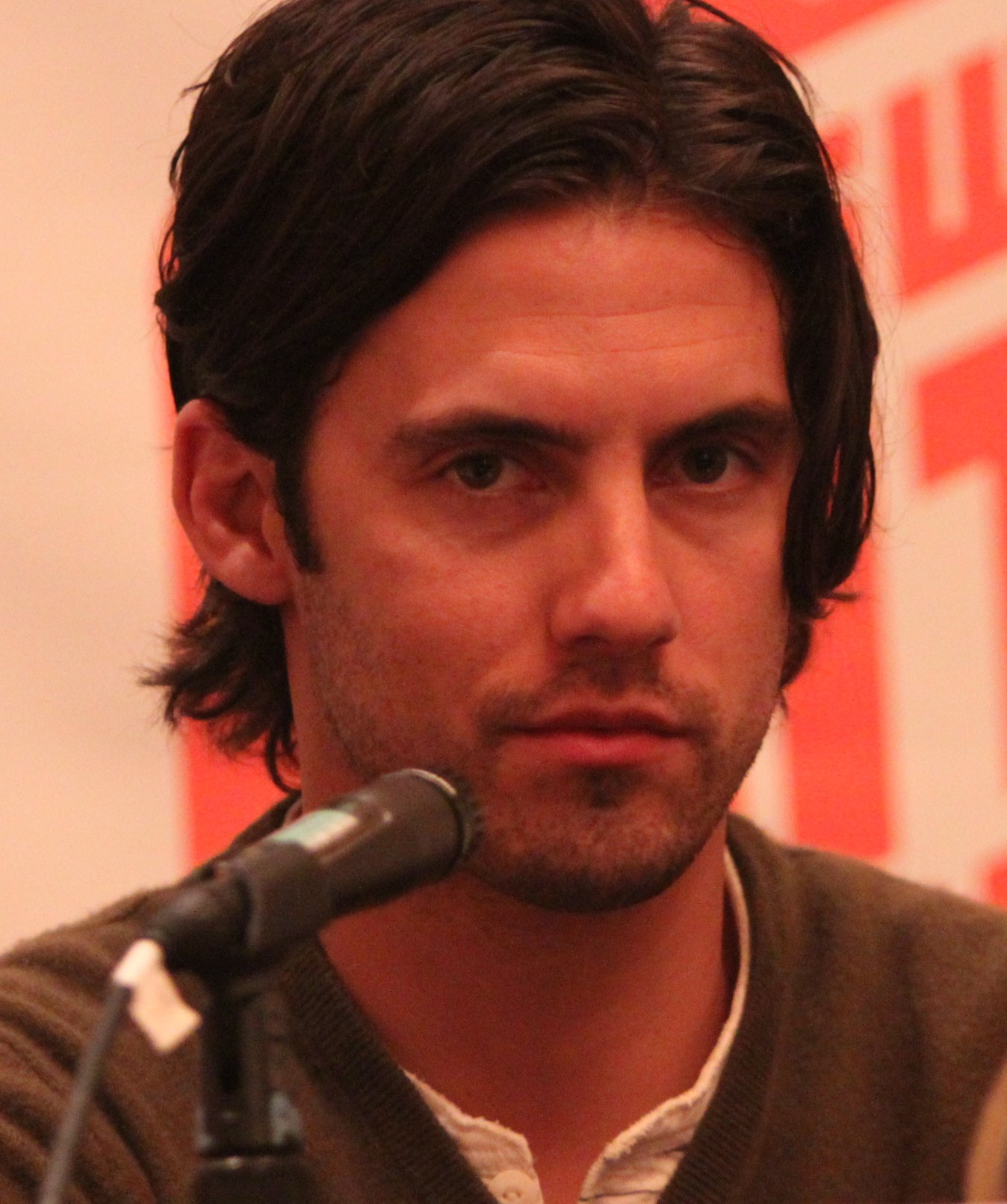
Milo Ventimiglia interpreta Ned Stax
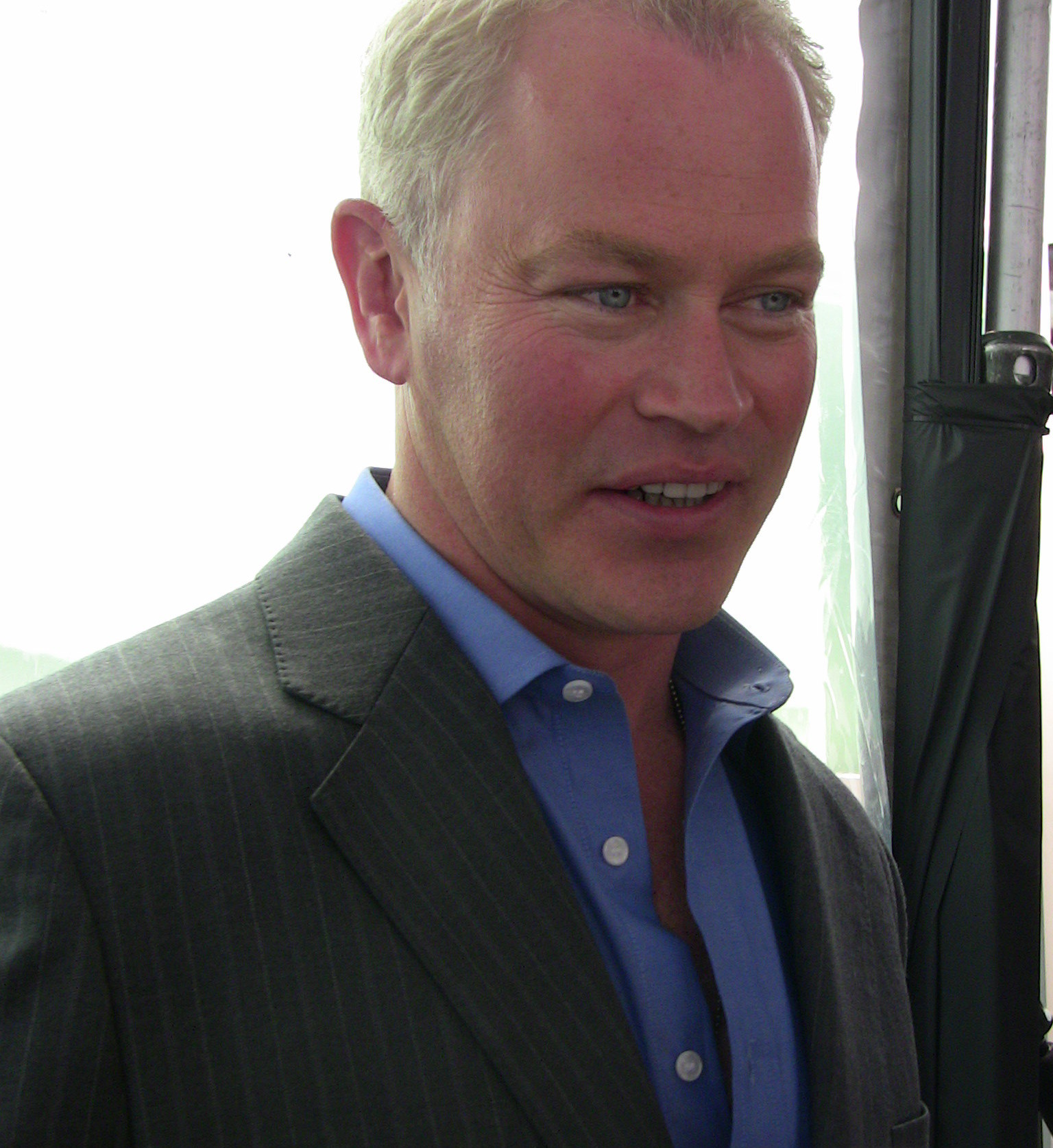
Neal McDonough interpreta William Parker
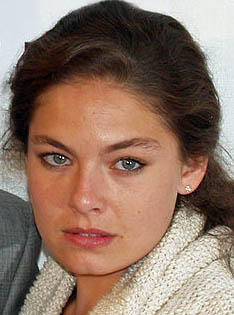
Alexa Davalos interpreta Jasmine Fontaine
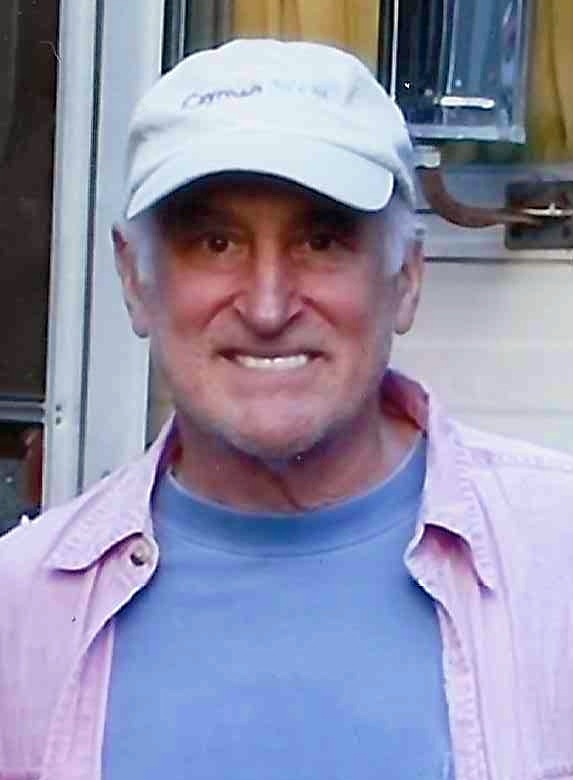
Jeffrey DeMunn interpreta Hal Morrison
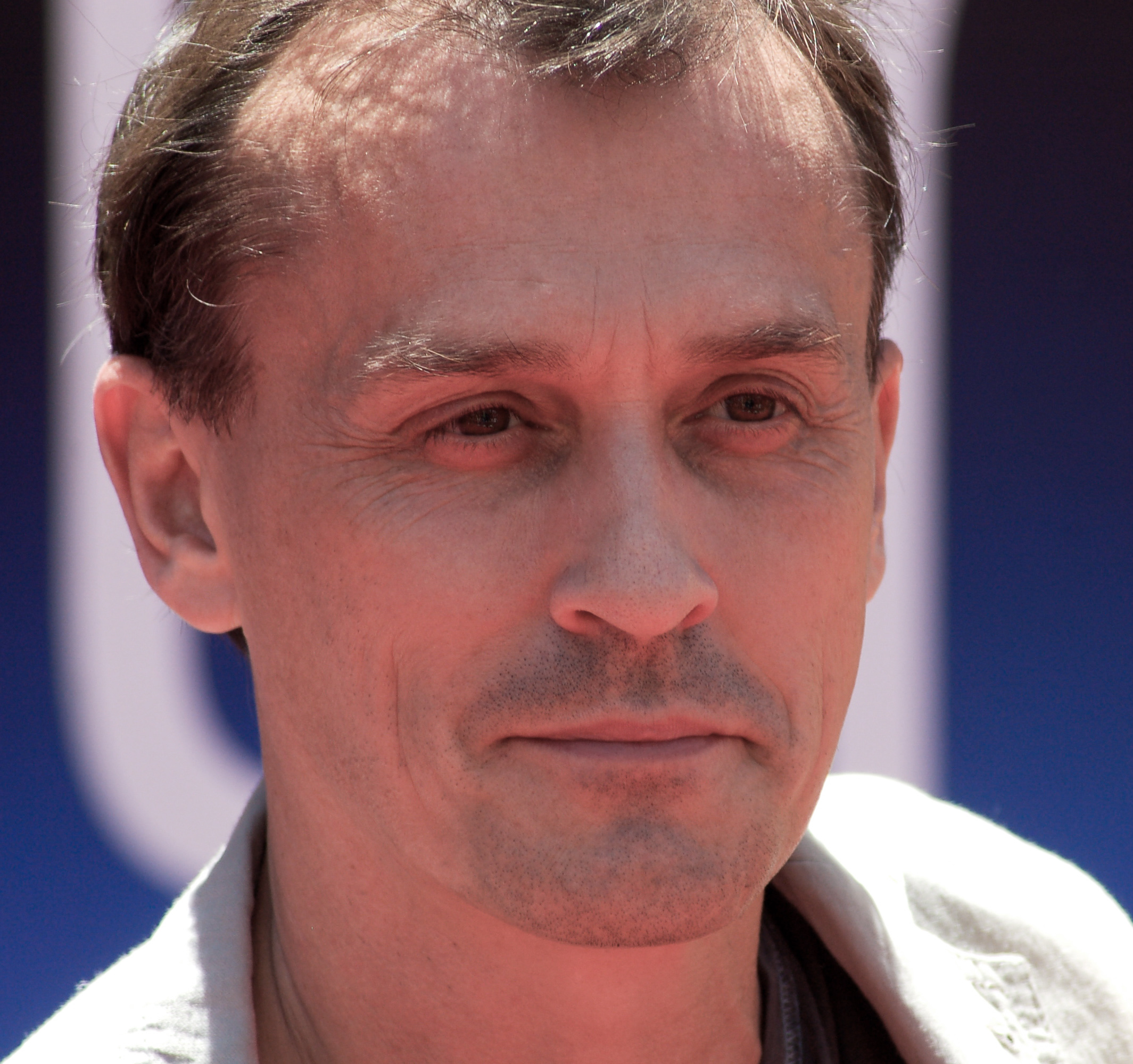
Robert Knepper interpreta Sid Rothmen
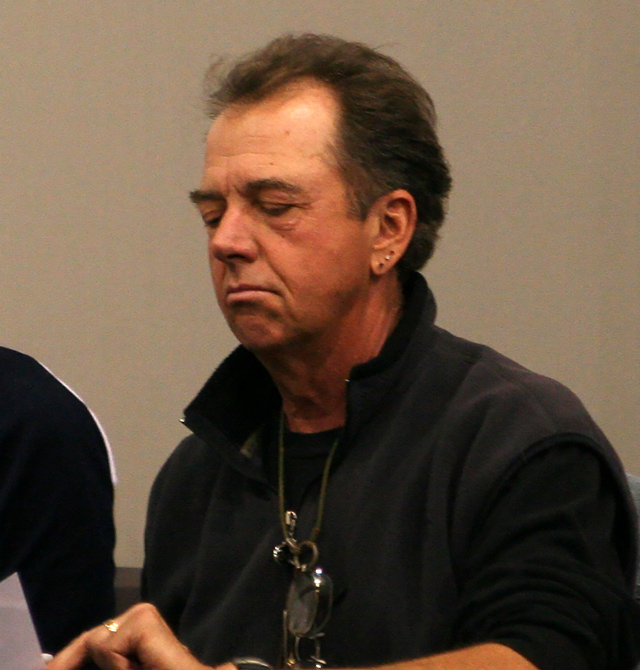
Gregory Itzin interpreta Fletcher Bowron
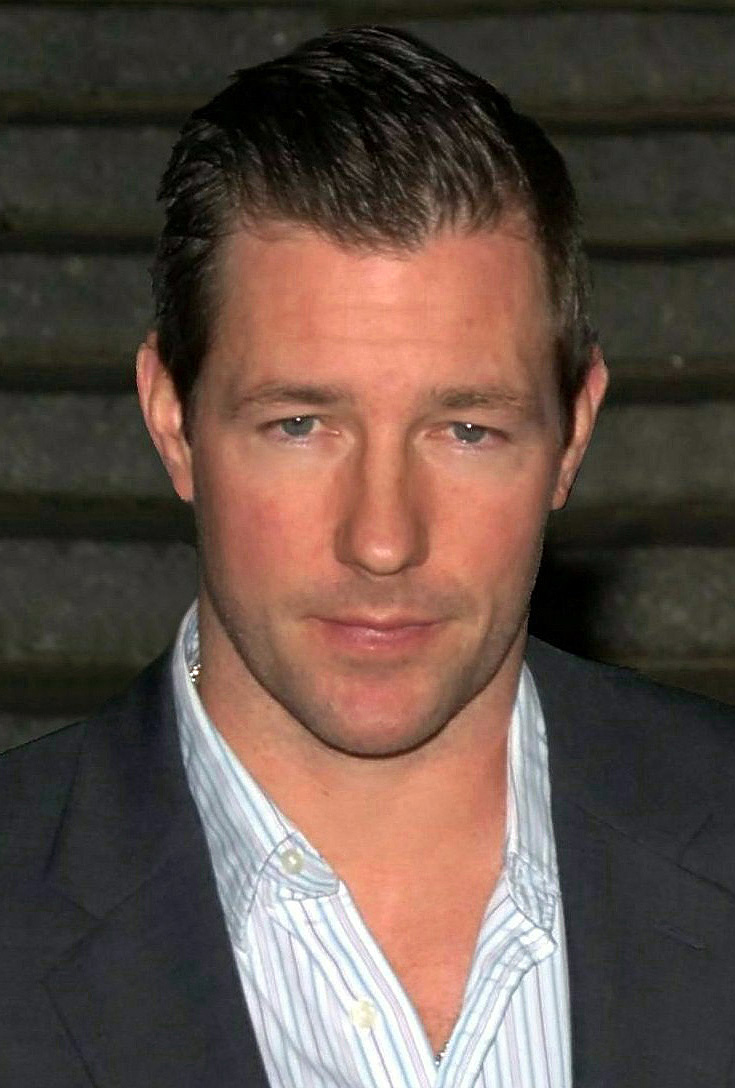
Edward Burns interpreta Bugsy Siegel

## Produzione

### Sviluppo
Il progetto è stato annunciato nel gennaio 2012, con il titolo L.A. Noir, basandosi sul libro di John Buntin L.A. Noir: The Struggle for the Soul of America's Most Seductive City. I sei episodi, che compongono la prima stagione, sono stati ordinati nell'ottobre 2012.
Nel gennaio 2013 il titolo è stato cambiato in Lost Angels, perché ritenuto troppo simile a quello del videogioco L.A. Noire. Nel mese di agosto 2013 il titolo è stato cambiato definitivamente in Mob City.

### Casting
Frank Darabont ha radunato alcuni attori con cui aveva già lavorato nella serie televisiva The Walking Dead; Jon Bernthal è stato il primo attore ad unirsi al cast nel ruolo del protagonista, successivamente si sono aggiunti Jeffrey DeMunn e Andrew Rothenberg, quest'ultimo in veste di guest star. Il casting prosegue con Milo Ventimiglia, Jeremy Strong, Neal McDonough e Alexa Davalos, nel ruolo della protagonista femminile.
Thomas Jane, che è stato protagonista del film di Darabont The Mist, è stato preso in considerazione per il ruolo di Bugsy Siegel, assegnato poi a Edward Burns. Nel giugno 2013 Jeremy Luke ottiene il ruolo del famoso criminale Mickey Cohen.
Ron Rifkin e Ernie Hudson hanno ruoli ricorrenti, rispettivamente il sindaco di Los Angeles Fletcher Bowron e il mafioso Bunny. Simon Pegg appare nell'episodio pilota in veste di guest star.